# Gnophos prouti
Gnophos prouti là một loài bướm đêm trong họ Geometridae.